# Heather Booth
 (avril 2022).
Si vous disposez d'ouvrages ou d'articles de référence ou si vous connaissez des sites web de qualité traitant du thème abordé ici, merci de compléter l'article en donnant les références utiles à sa vérifiabilité et en les liant à la section « Notes et références ».

## Enfance et famille
Le père de Booth, Jerome Sanford Tobis (1916-2012), était un médecin spécialisé en physiothérapie et  réadaptation cardiaque,. Sa mère, Hazel Victoria Weisbard Tobis (1918-2002), était une professeur en enseignement spécialisé. Bien qu’Hazel Weisbard soit première de sa classe au lycée, ses parents l’ont interdit d’utiliser sa bourse d’étude et d’aller à l’université. Après que ses trois enfants eurent grandi, elle retourna à l’université pour obtenir une licence et un master.
Booth est née le 15 décembre 1945, dans un hôpital militaire de Brookhaven (Mississippi), à l’époque où son père était médecin militaire. Peu de temps après sa naissance, sa famille s'installe à Bensonhurst, Brooklyn, où elle commence son éducation  dans le quartier de Bath Beach (en). Plus tard, elle est allée au lycée dans le North Shore (en) (Long Island) après que sa famille eut déménagé dans ce quartier huppé. Elle a deux frères, David et Jonathan. Booth a grandi dans une famille chaleureuse, aimante et solidaire. Ses parents lui ont appris l'importance de reconnaître l'injustice et d'agir pour la corriger. Ils étaient des juifs pratiquants, appartenant à une synagogue libérale, qui ont montré par l'exemple l'importance de traiter les autres avec décence et respect. De son éducation juive, Booth a appris à assumer la responsabilité de construire une société qui reflète ces objectifs,.
Après le déménagement de sa famille à Long Island, la mère de Booth lui fait prendre conscience, avec l'ouvrage La Femme mystifiée de Betty Friedan, du mécontentement grandissant des femmes au foyer, prospères, et vivants dans les banlieues, face à la vie conventionnelle et restreinte qu’elles mènent. Au lycée, Booth fait partie d'une sororité et de l'équipe des pom-pom girls, mais elle quitte tout lorsqu'elle se rend compte que leurs membres font preuve de discrimination à l'égard des étudiants qui ne mènent pas une vie aussi privilégiée.
En 1960, elle rejoint le Congress of Racial Equality (CORE) pour protester contre les politiques ségrégationnistes de la chaîne de magasins Woolworth's. Après avoir obtenu son diplôme de fin d'études secondaires en 1963, elle passe l'été à voyager en Israël et s'inscrit à l’automne en première année à l'université de Chicago. Elle a choisi cette école en partie parce qu'elle n'avait pas de sororités et qu'elle accordait moins d’importance au sport. À l'université, elle s'est rapidement plongée dans l'activisme politique. En 1967, elle obtient une licence en sciences sociales, puis en 1970, un master en psychopédagogie,  à l'université de Chicago.
Elle se marie avec Paul Booth en juillet 1967, peu de temps après qu'elle eut obtenu son diplôme universitaire. Ils s'étaient rencontrés lors d'un sit-in pour protester contre la coopération de l'Université de Chicago avec les politiques du système américain de service sélectif, dont les comités locaux sélectionnent alors les hommes pour servir dans la guerre du Viêt Nam. Paul Booth était l'un des fondateurs de Students for a Democratic Society (SDS), et  secrétaire national de l'organisation lorsqu'ils se sont rencontrés. Il a participé à l'organisation de la Marche sur Washington pour la paix au Vietnam en 1965, puis est devenu président du Citizen Action Program à Chicago (un groupe formé en 1969 par des membres de l'Industrial Areas Foundation (en) de Saul Alinsky), et a ensuite été directeur de la Midwest Academy. À partir des années 1980, il a occupé une série de postes au sein du syndicat American Federation of State, County and Municipal Employees. En 2017, alors assistant exécutif du président du syndicat, il prend sa retraite, tout en poursuivant son engagement politique en soutenant Heather Booth dans son travail. Il meurt le 17 janvier 2018 des complications d'une leucémie lymphoïde chronique,
.

## Carrière professionnelle

### Droits civiques
Dès l’école primaire, Booth a commencé à s’opposer aux discriminations raciales. Elle a défendu un camarade Afro-Américain qui avait été puni pour avoir prétendument volé l’argent pour le repas d’un camarade. Peu de temps après, ils avaient découvert que la petite fille qui avait accusé son camarade avait en réalité mis l’argent dans sa chaussure et l’avait oublié. En 1985, dans une interview, Booth disait « Je me souviens avoir eu le sentiment qu’on ne doit pas faire ça aux gens. »
Pendant qu’elle était au lycée, elle a rejoint le Congress of Racial Equality pour protester contre l’affaire discriminatoire du comptoir de Woolworth qui avait eu lieu dans le sud des États-unis. En 1963, peu de temps après s’être inscrite à l’université, elle est devenue présidente du groupe Friends of SNCC qui était organisé dans le campus et qui avait pour objectif de soutenir le Student Nonviolent Coordinating Committee. Elle est également devenue déléguée du Chicago Council of Community Organizations, qui protestait contre la ségrégation scolaire dans la ville. En tant que déléguée, elle avait pour rôle de coordonner les Freedom Schools (écoles temporaires et gratuites pour les Afro-Américains)  dans le sud de Chicago.
En 1964, Booth a rejoint le projet Freedom Summer (en français l’été de la liberté) dans lequel les volontaires d'universités du nord et de l’ouest des États-Unis travaillaient pour répertorier les électeurs noirs et créer des freedom schools dans le Mississippi. Elle fut arrêtée pour la première fois alors qu’elle tenait un panneau disant « Freedom Now! » (Liberté, Maintenant!) durant une manifestation pacifique à Shaw (Mississippi). Dans un entretien, en 1989, elle explique que cette expérience à renforcé son engagement dans le mouvement américain des droits civiques.
Confrontée par la résistance violente des Mississipiens blancs, elle dit avoir craint pour sa vie et réalisa qu’elle avait la possibilité de quitter ses engagements mais fut impressionnée par l'héroïsme extraordinaire des résidents noirs avec lesquels elle travaillait. “Ils faisaient preuve d’un héroïsme silencieux, non seulement en faisant face aux attaques, mais jour après jour, ils sortaient dehors et allaient parler à leurs voisins, organisaient des réunions dans les églises, ramenaient des gens chez eux.” Dit-elle. Ce sont des tâches parfois fatigantes et frustrantes mais c’est ce genre d’actions banales du quotidien qui font changer les choses selon Booth.
En 1967, elle quitte le SNCC lorsque ses dirigeants refusent d’accueillir des membres qui étaient blancs. Elle consacra par la suite plus de temps au féminisme et aux mouvements pacifistes.

### Féminisme
Peu après son arrivée sur le campus, Booth s'est heurtée au parti pris de l'université en faveur de ses étudiants masculins. En 1965, elle commença à mettre sur pied des groupes de Consciousness raising (en) pour faire face à ce problème. Ces petits groupes de femmes se réunissaient régulièrement pour parler d'incidents, mineurs ou plus graves, qui semblaient être isolés mais qui s'avéraient souvent répandus. Dans un pamphlet publié en avril 1968, Booth et deux coauteures notèrent la tendance des femmes à « considérer leurs problèmes comme personnels et ainsi à se blâmer elles-mêmes ». En découvrant combien de préoccupations apparemment uniques étaient en fait universelles, les membres prirent conscience de l'influence collective qu'elles pouvaient exercer pour changer les pratiques injustes et les attitudes dédaigneuses qu'elles avaient auparavant acceptées comme normes culturelles. Heather Booth participa également à l'organisation d'un cours sur les études des femmes et apporta son aide à celles qui n'osaient pas prendre la parole en classe. Plus tard, elle mena une étude sur les différences de traitement entre les étudiants masculins et féminins au sein d'une salle de classe. Remarquant la même inégalité de traitement parmi les étudiants activistes, elle fonda un groupe universitaire : le Women's Radical Action Program. Il visait à informer sur la manière dont les femmes étaient reléguées à des rôles subalternes dans des organisations nationales telles que Students for a Democratic Society et SNCC,. En 1967, Booth s'est jointe à d'autres activistes pour former le Chicago West Side Group, qui aurait été « le premier groupe de libération des femmes du pays, avec pour objectif principal d'élever la conscience de ses membres ».
En 1965, Booth participe à la création du collectif Jane (en), également connu en tant que Abortion Counseling Service of Women's Liberation. Tout commence quand un de ses camarades lui demande si elle peut aider sa sœur. Celle-ci, bouleversée par une grossesse non désirée, envisage de mettre fin à ses jours. Booth contacte alors la branche médicale du mouvement des droits civiques et oriente la jeune femme vers un médecin réputé, prêt à pratiquer un avortement. La nouvelle se répand discrètement au sein de l'université. D'autres femmes demandent alors son aide et sont orientées vers le même médecin. Non seulement Booth s'assura qu'elles étaient prises en charge, mais elle veilla également à leur rétablissement. Ainsi née Jane, mise sur pied par Booth elle-même, aux côtés d'étudiants aux convictions similaires. Il s'agit alors d'une organisation clandestine chargée d'évaluer les médecins, de conseiller les femmes qui la contactent et de les orienter vers des spécialistes, ou encore d'assurer des suivis par téléphone. En 1969, le collectif commença à faire de la publicité dans les journaux étudiants clandestins, conseillant aux femmes enceintes « d'appeler Jane » si elles avaient besoin d'aide. Jane fût finalement dissoute à la suite de l'arrêt Roe v. Wade, rendu par la Cour suprême des États-Unis le 22 janvier 1973, qui légalisa l'avortement dans tout le pays.
En 1969, Booth se joint à trois femmes (Naomi Weisstein, Vivian Rothstein et Ruth Surgal) pour fonder la Chicago Women's Liberation Union (en) (CWLU),. Elles pensaient que l'organisation était essentielle pour que le mouvement puisse atteindre les femmes qui n'étaient pas déjà radicalisées et pour développer des stratégies afin d'obtenir les réformes qui amélioreraient leur vie. Elles ont déclaré qu'une approche structurée était nécessaire, y compris une planification minutieuse, la définition d'objectifs spécifiques et l'élaboration de stratégies pour atteindre ces objectifs. Dans l'ensemble, elles se sont engagées à aider les femmes à prendre conscience de leur pouvoir collectif. Le CWLU a organisé des sections locales, publié des journaux, s'est engagé dans une action directe et a dirigé une liberation school for women (école de libération pour les femmes) fondée par la première des membres de l'équipe, Vivian Rothstein (en),.
Après son mariage et la naissance de ses deux fils, Booth fût confrontée à des problèmes liés à sa famille que la plupart des militantes féministes de l'époque considéraient comme ayant peu, voire pas, d'importance. Ne trouvant aucune garderie dans le quartier de Hyde Park où elle vivait, elle se joint à deux amies pour tenter d'en créer une, mais elles se heurtent à une obstruction bureaucratique. Ce blocage administratif, loin de les décourager, les amena à créer une nouvelle organisation à l'échelle de la ville même de Chicago, l'Action Committee for Decent Childcare (ACDC). S'inspirant de la raison d'être de la CWLU, l'ACDC créa une structure basée sur des objectifs spécifiques et réalisables. Un rapport rédigé anonymement en 1972, réclame des réformes politiques sur la garde d'enfants. Le comité ne put pas mettre en place des services de garde d'enfants mais s'efforça de surmonter les obstacles juridiques pour permettre la généralisation de ces services dans toute la ville. En quelques années, l'ACDC imposa la libéralisation des procédures d'autorisation et obtint un investissement de la ville d'un million de dollars dans les garderies.
En 1972, la section de Hyde Park du CWLU, dont fait partie Heather Booth, aux côtés de Day Creamer, Susan Davis, Deb Dobbin, Robin Kaufman et Tobey Klass, publie l'article Socialist Feminism: A Strategy for the Women's Movement. Il est considéré comme la première publication à utiliser le terme de féminisme socialiste, un mouvement inspiré à la fois du féminisme et du marxisme qui vise à l'émancipation des femmes à la fois du patriarcat et du capitalisme.

### Organisation communautaire
Après avoir été diplômée de son master en 1970, Booth obtint un travail à temps partiel en tant qu'éditrice pour subvenir aux besoins de sa famille. Outrée par le traitement que son employeur réservait au personnel de bureau, elle les encouragea à former un syndicat. Lorsqu'ils le confrontèrent, l'employeur accepta de satisfaire leurs exigences mais insista pour licencier Booth. Elle intenta alors un procès en 1972, et obtint gain de cause devant le National Labor Relations Board. L'année suivante avec l'argent du procès, elle fonde la Midwest Academy : un organisme de formation qui enseignait des méthodes de community organizing basées sur les travaux de Saul Alinsky, un militant et sociologue américain.
En 1978, Booth aida à la mise en place de la Citizen Labor Energy Coalition (CLEC) : une alliance de militants citoyens et d'organisations syndicales. Elle en devint la directrice exécutive dès les débuts, et travailla pour surmonter le dégoût mutuel existant entre les principaux éléments de la nouvelle gauche et la direction de la Fédération américaine du travail - Congrès des organisations industrielles (AFL-CIO). Pour reprendre les termes de l'historien du travail Andrew Battista, la CLEC s'est attaquée à « une question cruciale de la vie publique américaine : la relation entre le déclin du travail organisé et le déclin de la politique libérale et progressiste ». La contribution durable de la CLEC participa ainsi à l'établissement de nouveaux groupes militants syndicaux citoyens, à l'échelle des États.
L'expérience qu'elle acquit en tant que présidente de la Midwest Academy et les nombreux contacts établis au fur et à mesure des années lui permirent de mettre sur pied Citizen Action (en) : une coalition nationale de groupes militants locaux. Créée en 1980, Citizen Action a progressivement absorbé la CLEC. En 1989, la nouvelle coalition comptait deux millions de membres et vingt-quatre États affiliés. Elle dénonçait alors les fermetures d'usines, le coût des soins de santé, les prix élevés de l'énergie, les sites de déchets toxiques et bien d'autres problèmes importants similaires.
Finalement, au début des années 1980, Citizen Action commence à s'éloigner des autres organisations fondées par Booth. S'écartant alors de sa manière de faire habituelle, elle fait ses premiers pas dans la politique traditionnelle pour empêcher l'élection des candidats républicains.

### Politique progressiste

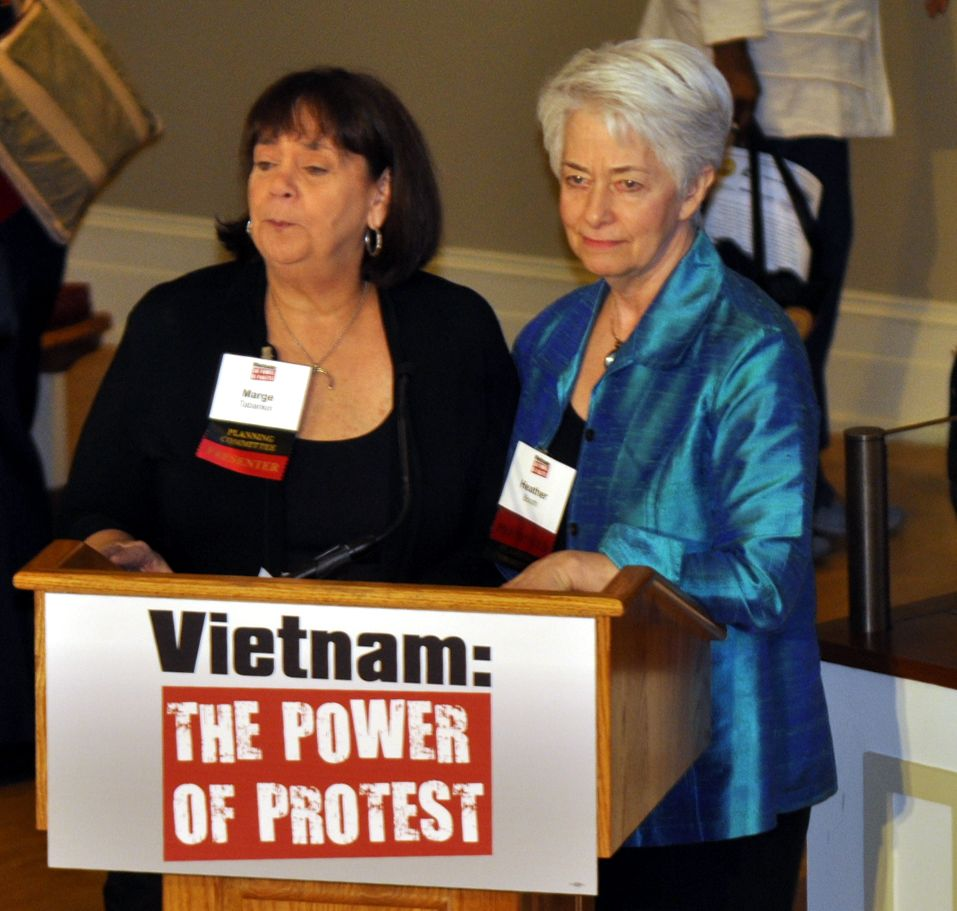

En 1981, Booth est arrêtée alors qu'elle soutenait les mineurs pendant la grève de Pittston Coal (en). Selon un reportage, elle avait amené une cinquantaine de personnes pour soutenir la grève, dont une vingtaine ont été arrêtées pour avoir bloqué l'entrée d'un palais de justice.
Elle fut conseillère pour les campagnes de Harold Washington pour la mairie de Chicago en 1983 et 1987 et a ensuite été directrice de campagne pour la campagne victorieuse de Carol Moseley-Braun pour le Sénat en 1992, et son poste de présidente l'amène à s'y rendre fréquemment depuis son domicile de Chicago. À Washington, elle réussit à établir de nombreuses connexions avec la direction nationale de l'AFL-CIO et du parti démocrate.
En 1993, elle devient coordinatrice des activités de sensibilisation du Comité national démocrate (DNC) pour les femmes, les travailleurs et les questions qui y sont liées.Elle est ensuite nommée coordinatrice de la campagne nationale pour les soins de santé du comité. Le DNC la nomme directrice de la formation en 1996.
Quatre ans plus tard, Julian Bond lui demande de diriger le nouveau National Voter Fund de la National Association for the Advancement of Colored People (association nationale pour la promotion des gens de couleur). Mise en place en tant qu'organisation caritative, le fonds avait pour objectif, selon ses propres termes, « de s'engager dans la défense de certaines questions, d'éduquer les électeurs sur les positions des candidats en matière de droits civils, et d'augmenter la participation électorale dans la communauté afro-américaine par le biais de l'éducation des électeurs et d'efforts non partisans d'inscription et de participation au vote. »
Fin 1999, Booth participe à la création d'une fédération de groupes d'organisation communautaire progressiste appelée USAction (en). USAction rassemble certaines des organisations membres de Citizen Action et, comme Citizen Action, c'est une organisation de défense des intérêts progressistes destinée à stimuler et à coordonner les groupes de pression communautaires. Booth commence également à travailler comme consultante politique. Ayant déjà travaillé avec la National Organization for Women (NOW) (Organisation Nationale pour les Femmes) pendant les efforts visant à obtenir l'adoption de l'amendement sur l'égalité des droits, elle a dirigé les activités de sensibilisation sur le terrain pour les rassemblements du mouvement pro-choix qui étaient liés à la Marche pour la vie des femmes de 2004 que NOW a contribué à organiser.
En 2018, Booth fut arrêtée lors d'une manifestation au Capitole en faveur du programme DACA et, en 2003, elle fut consultante principale pour la Campagne pour une réforme complète de l'immigration, puis pour le Centre de participation des électeurs.
Elle fut également conseillère principale du rassemblement One Nation Working Together organisé en octobre 2010, et consultante du National Committee to Preserve Social Security and Medicare (en) un an plus tard.
Depuis 2011, elle est membre d'une organisation de consultants politiques appelée Democracy Partners. En 2004, Booth est coordinatrice du programme Get-Out-the-Vote (GOTV) pour la campagne présidentielle Kerry/Edwards au Nouveau-Mexique. En 2008, elle fut directrice de la campagne de l'AFL-CIO sur les soins de santé.
En 2009, elle dirige la campagne visant à promouvoir l'adoption par le Congrès du premier budget du président Obama. Booth travaille pour obtenir une réforme financière et établir le Consumer Financial Protection Bureau.
En 2010, elle s'engage pour diriger Americans for Financial Reform (AFR), une coalition d'environ 200 groupes de consommateurs, de travailleurs et de groupes d'intérêts spéciaux créée à la suite de la crise financière de 2007-2008 et de la grande récession qui a suivi, qui a joué un rôle clé dans l'adoption de la loi Dodd-Frank plus tard cette année-là.
En 2019, Booth est arrêté lors d'un rassemblement sur le changement climatique " Fire Drill Fridays " au Capitole. Pendant la campagne présidentielle de Biden/Harris en 2020, Booth a occupé le poste de directrice de l'engagement des seniors et des progressistes et, le 15 décembre de cette année-là, elle est citée comme ayant déclaré : « L'équipe du président élu Joe Biden s'est toujours concentrée sur les électeurs plus âgés et leurs préoccupations seront au premier plan de son prochain mandat. »

## Opposants politiques et critiques
Militant sur la scène nationale, Booth a reçu des critiques considérables d’opposants politiques. En 1978, le membre du Congrès Larry McDonald déclara que Booth et la Midwest Academy étaient liés au parti communiste des Etats-Unis.
L’année suivante, il reprit un article disant “ La fondatrice de la Midwest Academy, Heather Tobis Booth et son mari, Paul Booth, faisaient partie des dirigeants de “Students for a Democratic Society” (en français "Étudiants pour une société démocratiques”) qui dans les années 1960, décidèrent, comme beaucoup de militants faisant partie de cette organisation, que pour créer un système socialiste aux Etats-Unis, il fallait organiser une campagne contre les riches sous-couvert d’un mouvement populiste pour ceux qui ont des revenus proches ou en dessous du seuil de pauvreté.
Dans un livre publié en 2010, Stanley Kurtz a désigné Booth comme “la reine des politiques socialistes à Chicago" déclarant également qu’elle était prête à "forcer le socialisme moderne Américain au cœur des institutions traditionnelles des Etats-Unis en hurlant et donnant des coups.”

## Récompenses et distinctions
- Le 9 mai 1987, Booth reçoit le Thomas-Debs Award lors d’un dîner en son honneur tenu par les Socialistes démocrates d'Amérique. Le 16 Juin 2009, le bureau de AVODAH de Washington D.C. tient un événement “Partenaire de la Justice” honorant Booth.
- Le 6 juillet 2013, Booth accepte, au nom du Collectif Jane, le Victoria J. Mastrobuono Women’s Health Award au nom du Collectif Jane lors de la conférence de l’Organisation Nationale pour les femmes.
- Le 23 septembre 2015, le Chicago Abortion Fund honore Booth et le Collectif Jane lors de la célébration de leur 25eme anniversaire. Le 19 Octobre 2016, l’United Vision for Idaho organise une réception en l’honneur de Booth.
- Le 21 octobre 2020, Jane Fonda présente Booth avec le Personal PAC’s Irving Harris Award lors d’un dîner virtuel auquel Hillary Clinton assiste.
- En mars 2022, Booth reçoit le Raphael Lemkin Human Rights Award de la part de T’ruah (The Rabbinic Call for Human Rights). Lors de leur discours, T’ruah déclare que “Heather Booth s’est engagée toute sa vie afin de donner une voix aux Juifs au sein de la justice sociale.”